# Леслі Даунер
Ле́слі Да́унер (англ. Lesley Downer; нар. 9 травня 1949, Лондон) — британська журналістка, письменниця та експертка з японської історії.

## Біографія
Народилася в родині професора китайської літератури. Її мати китайського походження. Леслі росла в домі з величезною бібліотекою, де переважали книжки про Азію.
Леслі Даунер довгий час жила в Японії, де навіть пройшла курс навчання для гейш. Окрім роботи в британських газетах та на телеканалах, вона пише нонфікшн та романи.
Її книжка «The Brothers» була обрана газетою «New York Times» «Книжкою року». Перша книга Леслі Даунер «On the Narrow Road to the Deep North» була номінована на Премію Сомерсета Моема за найкращий тревелог (англ. Somerset Maugham Travel Book of the Year Award). Ця книжка була екранізована на телебаченні каналами WNET та Channel 4 під назвою «Подорож до втраченої Японії» (англ. Journey to a Lost Japan), а на японському каналі NHK ця екранізація вийшла під назвою «Подорож до серця» (англ. Journey of the Heart). Леслі Даунер є також авторкою сценарію 6-серійного мінісеріалу про японську кухню «Смак Японії» (англ. A Taste of Japan), показаного 1991 року на каналі «BBC 2».
Викладає курс «креативного письма» в міському університеті Лондона. 
Живе в Лондоні разом зі своїм чоловіком Артуром І. Міллером, який також є письменником.

## Твори
- The Shogun's Queen
- The Last Concubine
- The Courtesan and the Samurai
- Across a Bridge of Dreams
- A Geisha for the American Consul
- Madame Sadayakko: The Geisha who Seduced the West
- Geisha: The Remarkable Truth Behind the Fiction
- The Brothers: The Saga of the Richest Family in Japan
- On the Narrow Road to the Deep North
- The Mindful Kitchen: The Zen of Japanese Vegetarian Cooking